# Championnat de Zambie de football 2022-2023
Navigation
Saison précédente Saison suivante
La saison 2022-2023 du Championnat de Zambie de football est la soixante-deuxième édition de la première division en Zambie. Les dix-huit meilleures équipes du pays s'affrontent deux fois, à domicile et à l'extérieur.
La saison commence le 20 août 2022 et se termine le 27 mai 2023.
Le club de Red Arrows est le tenant du titre.

## Les clubs participants
- Kabwe Warriors FC
- Power Dynamos FC
- Nkwazi FC
- Green Buffaloes FC
- Green Eagles FC
- Nkana FC
- Red Arrows FC
- Zanaco FC
- ZESCO United FC
- Chambishi Football Club
- Kansanshi Dynamos Football Club
- Forest Rangers FC
- Prison Leopards Kabwe
- Lumwana Radiants - Promu de Division One
- FC Muza - Promu de Division One
- NAPSA Stars - Promu de Division One
- Nchanga Rangers - Promu de Division One
- Buildcon Ndola

## Compétition
Le barème de points servant à établir le classement se décompose ainsi :
- Victoire : 3 points
- Match nul : 1 point
- Défaite : 0 point

### Classement
| Rang | Équipe                | Pts | J  | G  | N  | P  | Bp | Bc | Diff |
| ---- | --------------------- | --- | -- | -- | -- | -- | -- | -- | ---- |
| 1    | Power Dynamos         | 65  | 34 | 17 | 14 | 3  | 48 | 19 | +29  |
| 2    | FC Muza P             | 59  | 34 | 17 | 8  | 9  | 43 | 28 | +15  |
| 3    | ZESCO United          | 55  | 34 | 15 | 10 | 9  | 46 | 27 | +19  |
| 4    | Green Buffaloes       | 55  | 34 | 13 | 16 | 5  | 41 | 29 | +12  |
| 5    | NAPSA Stars P         | 51  | 34 | 13 | 12 | 9  | 40 | 26 | +14  |
| 6    | Red Arrows T          | 50  | 34 | 12 | 14 | 8  | 44 | 36 | +8   |
| 7    | Green Eagles          | 50  | 34 | 14 | 8  | 12 | 36 | 34 | +2   |
| 8    | Forest Rangers C      | 48  | 34 | 11 | 15 | 8  | 30 | 24 | +6   |
| 9    | Nkana FC              | 48  | 34 | 12 | 12 | 10 | 32 | 27 | +5   |
| 10   | Kansanshi Dynamos FC  | 48  | 34 | 12 | 12 | 10 | 33 | 31 | +2   |
| 11   | Kabwe Warriors        | 46  | 34 | 10 | 16 | 8  | 37 | 27 | +10  |
| 12   | Prison Leopards Kabwe | 45  | 34 | 10 | 15 | 9  | 35 | 36 | -1   |
| 13   | Zanaco                | 41  | 34 | 10 | 11 | 13 | 32 | 32 | 0    |
| 14   | Nkwazi FC             | 39  | 34 | 9  | 12 | 13 | 30 | 33 | -3   |
| 15   | Nchanga Rangers P     | 37  | 34 | 8  | 13 | 13 | 32 | 43 | -11  |
| 16   | Lumwana Radiants P    | 34  | 34 | 7  | 13 | 14 | 32 | 40 | -8   |
| 17   | Chambishi FC          | 33  | 34 | 9  | 5  | 20 | 34 | 60 | -26  |
| 18   | Buildcon Ndola        | 10  | 34 | 2  | 4  | 28 | 16 | 89 | -73  |

|  | Qualification pour la Ligue des champions de la CAF 2023-2024                     |
|  | Qualification pour la Coupe de la confédération 2023-2024                         |
|  | Relégation directe en Division One                                                |
|  | T : Tenant du titre C : Vainqueur de la Coupe de Zambie P : Promu de Division One |

## Bilan de la saison
| Championnat de Zambie de football 2022-2023 |                          |
| Champion                                    | Power Dynamos (7e titre) |
| Coupes et trophées                          |                          |
| Vainqueur de la Coupe de Zambie 2022-2023   | Forest Rangers           |
| Qualifications continentales                |                          |
| Ligue des champions de la CAF 2023-2024     | Power Dynamos            |
| Coupe de la confédération 2023-2024         | FC Muza                  |
| Promotions et relégations                   |                          |
| Promus en Championnat de Zambie de football | Trident                  |
| Promus en Championnat de Zambie de football | Mutondo Stars            |
| Promus en Championnat de Zambie de football | Mufulira Wanderers       |
| Promus en Championnat de Zambie de football | Konkola Blades           |
| Relégués en Division One                    | Nchanga Rangers          |
| Relégués en Division One                    | Lumwana Radiants         |
| Relégués en Division One                    | Chambishi FC             |
| Relégués en Division One                    | Buildcon Ndola           |